# Krishnapur
Krishnapur (Nepali कृष्णपुर) ist eine Stadt (Munizipalität) im westlichen Terai Nepals im Distrikt Kanchanpur. 
Krishnapur liegt im Osten des Distrikts an der Fernstraße Mahendra Rajmarg.
Dem Village Development Committee (VDC) Krishnapur wurde im September 2015 die Stadtrechte verliehen.

## Einwohner
Bei der Volkszählung 2011 hatte Krishnapur 36.706 Einwohner (davon 17.552 männlich) in 6723 Haushalten.